# Кетелін Вультурар
Кетелін Алін Вультурар (рум. Cătălin Alin Vulturar; нар. 9 березня 2004, Арад, Румунія) — румунський футболіст, півзахисник бухарестського «Рапіда» і молодіжної збірної Румунії.

## Ігрова кар'єра

### Клубна
Кетелін Вультурар народився у місті Арад і є вихованцем місцевого клубу УТА, де він починав грати з молодіжного складу.  Вже у віці 14 - ти років Вультурар дебютував в основному складі у турнірі Другого дивізіону чемпіонату Румунії.
Гра молодого футболіста привернула увагу європейських клубів. У послугах Вультурара виявляли зацікавленість румунський клуб «Стяуа». Футболіст проходив оглядини та проби у клубах «Барселона» та «Ліверпуль». Врешті у 2020 році Вультурар підписав контракт з італійським клубом «Лечче», де продовжив виступи у молодіжній команді. Трансфер Вультурара став найдорожчим в історії клуба УТА.
У жовтні 2021 року англійське видання «The Guardian» визнало Кетеліна Вультурара одним з кращих гравців 2004 року народження. В подальшому румунський футболіст став капітаном молодіжної команди «Лечче».
На початку 2024 року перейшов до бухарестського «Рапіда».

### Збірна
З 2016 року Кетелін Вультурар захищає кольори юнацьких збірних Румунії.

## Досягнення
УТА
- Переможець Ліги ІІ: 2019/20